# GMMTV
GMMTV (thaï : จีเอ็มทีวี, ou anciennement Grammy Television) est une filiale de production télévisée du conglomérat de divertissement thaïlandais GMM Grammy qui produit émissions de télévision, séries télévisées, chansons, et des vidéoclips. M. Sataporn Panichraksapong est actuellement directeur général de la société.

## Histoire
GMMTV Company Limited (บริษัท จีเอ็มเอ็มทีวี จำกัด) anciennement connue sous le nom de Grammy Television Company Limited (บริษัท แกรมมี่ เทเลวิชั่น จำกัด) a été fondée le 3 août 1995  par les cadres de  GMM Grammy qui voyaient le potentiel de développement de l’industrie de la télévision thaïlandaise comme une forte, solide et stable; Par conséquent, ils ont décidé de séparer le département marketing de leur société en une société chargée notamment de gérer le secteur de la production télévisuelle. La société a commencé à produire des émissions télévisées et des émissions de musique devant être diffusées sur Channel 3, Channel 5, Chaîne 7 et iTV ,.
En 2007, la société a été renommée «GMMTV Company Limited», le nom actuel. Le 2 février 2009, la société a commencé à exploiter une chaîne de télévision par câble et par satellite appelée Bang Channel en déplaçant certaines émissions télévisées diffusées de Canal 5 à sa propre chaîne et commence à produire différents programmes télévisés dans d’autres genres que les jeux télévisés et les émissions de musique.
Le 5 décembre 2015, le conseil d'administration de GMMTV a décidé que la société fermerait sa chaîne de télévision par câble et par satellite et se concentrerait sur la production télévisuelle de One31 et de GMM 25, qui sont plutôt des chaînes numériques. En conséquence, Bang Channel a cessé de diffuser ses émissions à compter du 31 décembre 2015 .
Le 24 août 2017, lors de l'acquisition de GMM 25 par le groupe TCC (Thaïlande) , le conseil d'administration de GMM Grammy a décidé de renoncer à la participation de 100% de GMMTV dans GMM Channel Trading Company Limited  pour devenir le nouveau actionnaire . Depuis lors, la société est maintenant une filiale de GMM 25 et est dirigée par Saithip Montrikul na Ayudhaya, Panote Sirivadhanabhakdi et Thapana Sirivadhanabhakdi.
De nos jours, GMMTV continue de produire principalement des émissions de télévision, des séries dramatiques et des séries télévisées pour One31 et GMM 25, bien que la société ait été déplacée pour devenir une unité commerciale de GMM 25.

## Artistes
Les artistes de GMMTV inclus des présentateur de télévision, des acteurs et des chanteurs.
- Allan Asawasuebsakul (Ford)
- Archen Aydin (Joong)
- Atthaphan Phunsawat (Gun)
- Benyapa Jeenprasom (View)
- Bhobdhama Hansa (Java)
- Chanikarn Tangkabodee (Prim)
- Chanitsiri Ratananimit (Waifha)
- Charisar Oldham (Chari)
- Chayakorn Jutamas (JJ)
- Chayapol Jutamas (AJ)
- Chayatorn Trairattanapradit (Tui)
- Chayuth Gorsurat (Titan)
- Chompoopuntip Temtanamongkol (Acare)
- Dechchart Tasilp (Sea)
- Gawin Caskey (Fluke)
- Harit Cheewagaroon (Sing)
- Hirunkit Changkham (Nani)
- Jakrapatr Kaewpanpong (William)
- Jeeratch Wongpian (Fluke)
- Jiratchapong Srisang (Force)
- Jirawat Sutivanichsak (Dew)
- Jiruntanin Trairattanayon (Mark)
- Jitaraphol Potiwihok (Jimmy)
- Jittanan Sirisamlid (Benz)
- Jumpol Adulkittiporn (Off)
- Juthapich Indrajundra (Jamie)
- Kanaphan Puitrakul (First)
- Kanthee Limpitikranon (Ken)
- Kanyarat Ruangrung (Piploy)
- Kasidet Plookphol (Book)
- Kay Lertsittichai (Kay)
- Kirati Puangmalee (Title)
- Kittipat Chalaragse (Golf)
- Kittiphop Sereevichayasawat (Satang)
- Korapat Kirdpan (Nanon)
- Krittanun Aunchananun (Ping)
- Krongkwan Nakornthap (Jaoying)
- Leo Saussay (Leo)
- Luke Ishikawa Plowden (Luke)
- Metas Opas-iamkajorn (Mick)
- Metawin Opas-iamkajorn (Win)
- Nachat Juntapun (Nicky)
- Nachcha Chuedang (Parn)
- Nannaphas Loetnamchoetsakun (Mewnich)
- Napapat Sattha-atikom (Chelsea)
- Napat Patcharachavalit (Aun)
- Naravit Lertratkosum (Pond)
- Naruth Prateeppavameta (Franc)
- Natachai Boonprasert (Dunk)
- Natarit Worakornlertsith (Marc)
- Nattanon Tongsaeng (Fluke)
- Nattapat Nimjirawat (Mac)
- Nattawat Jirochtikul (Fourth)
- Nichapa Praepeerakul (Mymé)
- Niti Chaichitathorn (Pompam)
- Nonthakarn Kaewobchoey (Tonkhaw)
- Noppanut Guntachai (Boun)
- Norawit Titicharoenrak (Gemini)
- Nutnicha Sangmanee (Pream)
- Ochiris Suwanacheep (Aungpao)
- Pakin Kunaanuwit (Mark)
- Panachai Sriariyarungruang (Junior)
- Panachkorn Rueksiriaree (Stamp)
- Pansa Vosbein (Milk)
- Passawish Thamasungkeeti (Progress)
- Patara Eksangkul (Foei)
- Patchara Silapasoonthorn (Surf)
- Pathitta Pornchumroenrut (Pahn)
- Patsit Permpoonsavat (Soodyacht)
- Pattranite Limpatiyakorn (Love)
- Pattraphus Borattasuwan (Bonnie)
- Pawat Chittsawangdee (Ohm)
- Peemsan Sotangkur (Luke)
- Peerakan Teawsuwan (Ashi)
- Perawat Sangpotirat (Krist)
- Phakawat Tangchatkeaw (Tor)
- Phatchatorn Thanawat (Ployphach)
- Pheerawit Koolkang (Captain)
- Phromphiriya Thongputtaruk (Papang)
- Phudtripart Bhudthonamochai (Ryu)
- Phuwin Tangsakyuen (Phuwin)
- Pichetpong Chiradatesakunvong (Hong)
- Pirapat Watthanasetsiri (Earth)
- Ploynira Hiruntaveesin (Kapook)
- Ployshompoo Supasap (Jan)
- Pluem Pongpisal (Pluem)
- Pongsapak Udompoch (Santa)
- Poomsuwan Suwansatit (Almond)
- Poon Mitpakdee (Poon)
- Poon Sutarom (Pun)
- Prachaya Ruangroj (Singto)
- Prariyapit Yu (Jingjing)
- Preeyaphat Lawsuwansiri (Earn)
- Puttipong Jitbut (Chokun)
- Rachanun Mahawan (Film)
- Rapeepong Supatineekitdecha (Lego)
- Ratiphat Luengvoraphan (Aston)
- Rattanawadee Wongthong (Mim)
- Rutricha Phapakithi (Ciize)
- Sahaphap Wongratch (Mix)
- Samantha Melanie Coates (Sammy)
- Sapol Assawamunkong (Great)
- Sarin Ronnakiat (Inn)
- Sarunchana Apisamaimongkol (Aye)
- Save Saisawat (Save)
- Sillapintr Sillapachai (Sangt)
- Singha Luangsuntorn (Singha)
- Sivakorn Lertchuchot (Guy)
- Supha Sangaworawong (Est)
- Supakorn Kantanit (Guitar)
- Suphakorn Sriphotong (Pod)
- Suvijak Piyanopharoj (Keen)
- Tachakorn Boonlupyanun (Godji)
- Tanan Lohawatanakul (Paul)
- Tanapon Sukumpantanasan (Perth)
- Tanutchai Wijitvongtong (Mond)
- Tarnpol Pongnarisorn (Tata)
- Tawan Vihokratana (Tay)
- Tawinan Anukoolprasert (Sea)
- Teepakron Kwanboon (Prom)
- Teeradech Vitheepanich (Tee)
- Teshow Promsakha Na Sakolnakorn (Teshow)
- Thamonchita Narmkool (Mantra)
- Thanaboon Kiatniran (Aou)
- Thanachai Sakchaicharoenkul (Kin)
- Thanaphon U-sinsap (Leng)
- Thanat Danjesda (Nut)
- Thanathat Tanjararak (Indy)
- Thanawat Rattanakitpaisan (Khaotung)
- Thanawin Pholcharoenrat (Winny)
- Thanawin Teeraphosukarn (Louis)
- Thanik Kamontharanon (Pawin)
- Tharatorn Jantharaworakarn (Boom)
- Thasorn Klinnium (Emi)
- Thinnaphan Tantui (Thor)
- Thipakorn Thitathan (Ohm)
- Thishar Thurachon (Mint)
- Thitipoom Techaapaikhun (New)
- Thitiwat Ritprasert (Ohm)
- Tinnasit Isarapongporn (Barcode)
- Tipnaree Weerawatnodom (Namtan)
- Tiranat Kittisattho (Juno)
- Tontawan Tantivejakul (Tu)
- Trai Nimtawat (Neo)
- Tupthong Suwanrakanont (Tham)
- Wachirawit Ruangwiwat (Chimon)
- Wanwimol Jaenasavamethee (June)
- Warut Chawalitrujiwong (Prem)
- Watchara Sukchum (Jennie Panhan)
- Wattanin Songtaweesub (Khaokla)
- Way-Ar Sangngern (Joss)
- Weerayut Chansook (Arm)
- Wongravee Nateetorn (Sky)
- Yosita Wasuphiruk (Yoghurt)

|                      |
| Archen Aydin (Joong) |

|                           |
| Atthaphan Phunsawat (Gun) |

|                           |
| Benyapa Jeenprasom (View) |

|                              |
| Chanikarn Tangkabodee (Prim) |

|                                   |
| Chayatorn Trairattanapradit (Tui) |

|                      |
| Gawin Caskey (Fluke) |

|                           |
| Harit Cheewagaroon (Sing) |

|                           |
| Hirunkit Changkham (Nani) |

|                                 |
| Jakrapatr Kaewpanpong (William) |

|                              |
| Jiratchapong Srisang (Force) |

|                             |
| Jirawat Sutivanichsak (Dew) |

|                              |
| Jitaraphol Potiwihok (Jimmy) |

|                            |
| Jumpol Adulkittiporn (Off) |

|                            |
| Kanaphan Puitrakul (First) |

|                          |
| Kasidet Plookphol (Book) |

|                   |
| Kay Lertsittichai |

|                                      |
| Kittiphop Sereevichayasawat (Satang) |

|                         |
| Korapat Kirdpan (Nanon) |

|             |
| Leo Saussay |

|                       |
| Luke Ishikawa Plowden |

|                             |
| Metas Opas-iamkajorn (Mick) |

|                              |
| Metawin Opas-iamkajorn (Win) |

|                                       |
| Nannaphas Loetnamchoetsakun (Mewnich) |

|                             |
| Naravit Lertratkosum (Pond) |

|                             |
| Natachai Boonprasert (Dunk) |

|                                 |
| Natarit Worakornlertsith (Marc) |

|                               |
| Nattawat Jirochtikul (Fourth) |

|                             |
| Nichapa Praepeerakul (Mymé) |

|                              |
| Niti Chaichitathorn (Pompam) |

|                           |
| Noppanut Guntachai (Boun) |

|                                 |
| Norawit Titicharoenrak (Gemini) |

|                               |
| Ochiris Suwanacheep (Aungpao) |

|                         |
| Pakin Kunaanuwit (Mark) |

|                      |
| Pansa Vosbein (Milk) |

|                                     |
| Passawish Thamasungkeeti (Progress) |

|                                 |
| Pattranite Limpatiyakorn (Love) |

|                                  |
| Pattraphus Borattasuwan (Bonnie) |

|                            |
| Pawat Chittsawangdee (Ohm) |

|                          |
| Peemsan Sotangkur (Luke) |

|                             |
| Perawat Sangpotirat (Krist) |

|                                     |
| Phromphiriya Thongputtaruk (Papang) |

|                    |
| Phuwin Tangsakyuen |

|                                      |
| Pichetpong Chiradatesakunvong (Hong) |

|                                 |
| Pirapat Watthanasetsiri (Earth) |

|                           |
| Ployshompoo Supasap (Jan) |

|                            |
| Pongsapak Udompoch (Santa) |

|                               |
| Poomsuwan Suwansatit (Almond) |

|                            |
| Prachaya Ruangroj (Singto) |

|                           |
| Puttipong Jitbut (Chokun) |

|                         |
| Rachanun Mahawan (Film) |

|                                    |
| Rapeepong Supatineekitdecha (Lego) |

|                                |
| Ratiphat Luengvoraphan (Aston) |

|                              |
| Rattanawadee Wongthong (Mim) |

|                             |
| Rutricha Phapakithi (Ciize) |

|                          |
| Sahaphap Wongratch (Mix) |

|                                 |
| Samantha Melanie Coates (Sammy) |

|                             |
| Sapol Assawamunkong (Great) |

|                       |
| Sarin Ronnakiat (Inn) |

|                                  |
| Sarunchana Apisamaimongkol (Aye) |

|                            |
| Sivakorn Lertchuchot (Guy) |

|                           |
| Supha Sangaworawong (Est) |

|                            |
| Suphakorn Sriphotong (Pod) |

|                                 |
| Tanapon Sukumpantanasan (Perth) |

|                                 |
| Tanutchai Wijitwongthong (Mond) |

|                         |
| Tawan Vihokratana (Tay) |

|                              |
| Tawinan Anukoolprasert (Sea) |

|                           |
| Teepakron Kwanboon (Prom) |

|                              |
| Teeradech Vitheepanich (Tee) |

|                           |
| Thanaboon Kiatniran (Aou) |

|                       |
| Thanat Danjesda (Nut) |

|                                      |
| Thanawat Rattanakitpaisan (Khaotung) |

|                                 |
| Thanawin Pholcharoenrat (Winny) |

|                              |
| Thanik Kamontharanon (Pawin) |

|                                   |
| Tharatorn Jantharaworakarn (Boom) |

|                        |
| Thasorn Klinnium (Emi) |

|                           |
| Thipakorn Thitathan (Ohm) |

|                               |
| Thitipoom Techaapaikhun (New) |

|                           |
| Thitiwat Ritprasert (Ohm) |

|                                  |
| Tinnasit Isarapongporn (Barcode) |

|                                 |
| Tipnaree Weerawatnodom (Namtan) |

|                            |
| Tontawan Tantivejakul (Tu) |

|                                |
| Wachirawit Ruangwiwat (Chimon) |

|                                 |
| Wanwimol Jaenasavamethee (June) |

|                               |
| Warut Chawalitrujiwong (Prem) |

|                                  |
| Watchara Sukchum (Jennie Panhan) |

|                         |
| Way-Ar Sangngern (Joss) |

|                         |
| Weerayut Chansook (Arm) |

|                           |
| Wongravee Nateetorn (Sky) |

## Émissions
- Rod rong rian (2007-en cours)
- Toey Tiew Thai: The Route (2016-en cours)
- Let's Play Challenge (2016-en cours)
- #TEAMGIRL (2017-en cours)
- 'Ment ma 'ment glub (2017-en cours)
- Q&A with Admin (2017-en cours)
- Lip Sync Battle Thailand (2017-en cours)
- Off Gun Fun Night (2017-en cours)
- WOW! THAILAND (2018-en cours)
- Talk with Toey ONE NIGHT (2018-en cours)
- Noo nok (2018-en cours)
- Tor pak tor kum tid fi dang (seconde édition, 2018-en cours)
- Kor ku tam mai penn (2018-en cours)
- Manood pa la dek (seconde édition, en production)

## Filmographie

### Films
- Little Big Dream (2016) - film TV
- Bookworm Beauty (2021)

### Séries télévisées
Après qu'un épisode soit diffusé, il est disponible sur LINE TV pour la région thaïlandaise, et sur YouTube pour les autres régions avec des sous-titres anglais quelque temps plus tard.
- Sarm Num Sarm Mum (3 หนุ่ม 3 มุม) (1995-1998), sitcom produit par Exact Co., Ltd. une filiale de Grammy Television.
- Lud Fah Ma Ha Ruk (ลัดฟ้ามาหารัก) (1995), produit par Exact Co., Ltd. une filiale de Grammy Television.
- Rak Harm Promote (ลัดฟ้ามาหารัก) (2003)
- Girl Gang Malang Za (กิร์ลแก๊งแมลงซ่า) (2005), produit par Grammy Television.
- Phor Kae Kab Mae Chan (พ่อแกกับแม่ฉัน) (2005)
- Love Beyond Frontier (อุบัติรักข้ามขอบฟ้า) (2008)
- Love Beyond Frontier 2 (อุบัติรักข้ามขอบฟ้า 2) (2009)
- Chocolate Sweethearts (ช็อกโกแลต 5 ฤดู) (2010)
- Dolphins Dream Fight (โลมากล้าท้าฝัน) (2011)
- Si Roon Si Woon The Series (4 รุ่น 4 วุ่น เดอะซีรีส์) (2012)
- Rak Jing Ping Ker (รักจริงปิ๊งเก้) (2012)
- Love Balloon (รักพองลม) (2013)
- Forward (ท้าเวลา พลิกอนาคต) (2013)
- Room Alone 401-410 (2014)
- Wifi Society (2015)
- Ugly Duckling (รักนะเป็ดโง่) (2015)
- Wonder Teacher (อัศจรรย์คุณครูเทวดา) (2015)
- Room Alone 2' (2015)'
- Love Flight (รักสุดท้ายที่ปลายฟ้า) (2015)
- Kiss the Series (รักต้องจูบ) (2016)
- Senior Secret Love (รุ่นพี่ Secret Love) (2016)
- U-Prince Series (2016)
- Lovey Dovey (แผนร้ายนายเจ้าเล่ห์) (2016)
- Addicted (ร้ายนัก รักเสพติด) (2016), version doublée.
- SOTUS: The Series (พี่ว้ากตัวร้ายกับนายปีหนึ่ง) (2016)
- Water Boyy The Series (2017), adapté de Water Boyy (2015 film).
- Slam Dance (ทุ่มฝันสนั่นฟลอร์) (2017)
- My Dear Loser (รักไม่เอาถ่าน) (2017)
- Teenage Mom The Series (คุณแม่วัยใส The Series) (2017)
- Secret Seven (เธอคนเหงากับเขาทั้งเจ็ด) (2017)
- Fabulous 30 The Series (30 กำลังแจ๋ว The Series) (2017)
- SOTUS S: The Series (2017)
- Wake Up Ladies The Series (Wake Up ชะนี The Series) (2018)
- Love Bipolar (เลิฟนะคะ รักนะครับ) (2018)
- Kiss Me Again (จูบให้ได้ถ้านายแน่จริง) (2018), préquel de Kiss the Series.
- YOUniverse (จักรวาลเธอ) (2018)
- 'Cause You're My Boy (อาตี๋ของผม) (2018)
- Mint To Be (นายนั่นแหละ… คู่แท้ของฉัน) (2018)
- THE GIFTED (นักเรียนพลังกิฟต์) (2018)
- Love At First Hate (มารร้ายคู่หมายรัก) (2018)
- Happy Birthday (วันเกิดของนาย วันตายของฉัน) (2018)
- Friend Zone (เอา ให้ ชัด) (2018)
- Our Skyy (อยากเห็นท้องฟ้าเป็นอย่างวันนั้น) (2018)
- Wolf (เกมล่าเธอ) (2019)
- He's Coming to Me (เขามาเชงเม้งข้างๆ หลุมผมครับ) (2019)
- Boy For Rent (ผู้ชายให้เช่า) (2019)
- Love Beyond Frontier (อุบัติรักข้ามขอบฟ้า) (2019)
- Theory of Love (ทฤษฎีจีบเธอ) (2019)
- The Sand Princess (เจ้าหญิงเม็ดทราย) (2019)
- 3 Will Be Free (สามเราต้องรอด)
- Endless Love (รักหมดใจ) (2019)
- Dark Blue Kiss (จูบสุดท้ายเพื่อนายคนเดียว) (2019)
- Blacklist (2019)
- A Gift For Whom You Hate (ของขวัญเพื่อคนที่คุณเกลียด)
- One Night Steal (แผนรักสลับดวง) (2019)
- Angel Beside Me (เทวดาท่าจะรัก) (2020)
- Turn Left Turn Right (สมองเลี้ยวซ้าย หัวใจเลี้ยวขวา) (2020)
- Bad Buddy (2021)
- F4 Thailand: Boys Over Flowers (F4 Thailand : หัวใจรักสี่ดวงดาว) (2021)
- The Eclipse  (2022)
- Astrophile (คืนนับดาว) (2022)
- Enigma (2023)
- Hidden Agenda  (2023)
- Only Friends  (2023)
- Cooking crush  (2023)
- Midnight Museum ( พิพิธภัณฑ์รัตติกาล) (2023)

- We are  (2024)

## Évènements

### Thaïlande
Évènements en Thailand directement organisés par GMMTV avec l'assistance de GMM Grammy, incluant les conférences de presse, les concerts, et les conventions de fan.
| Année | Titre                                    | Date              | Lieu                                   |
| ----- | ---------------------------------------- | ----------------- | -------------------------------------- |
| 2012  | Five Live Enter10 Concert                | 29 septembre 2012 | Event Hall 106, BITEC Bangna           |
| 2013  | Toey Fair Festival Canival 2013          | 30 novembre 2013  | Island Hall, Fashion Island            |
| 2014  | Toey Fair Festival Canival 2014          | 22 novembre 2014  | Muangthai GMM Live House, CentralWorld |
| 2015  | Toey Fair Festival Canival 2015          | 29 novembre 2015  | Thunder Dome, Muang Thong Thani        |
| 2017  | MEET GREET EAT ว้าก WITH SOTUS THE SERIES | 14 janvier 2017   | Scala Cinema, Siam Square              |
| 2017  | Toey Fair Mae Krong Muang                | 4 février 2017    | Thunder Dome, Muang Thong Thani        |
| 2017  | GMMTV 6 NATURES+                         | 2 mars 2017       | Show DC                                |
| 2017  | Y I Love U Fan Party                     | 3 septembre 2017  | Thunder Dome, Muang Thong Thani        |
| 2017  | SOTUS S NATION Y FAN MEETING             | 16 décembre 2017  | Kad Theater, Kad Suan Kaew             |
| 2017  | SOTUS S NATION Y FAN MEETING             | 23 décembre 2017  | Terminal Hall, Terminal 21             |
| 2018  | SOTUS S NATION Y FAN MEETING             | 13 janvier 2018   | BCC Hall, CentralPlaza Ladprao         |
| 2018  | SOTUS S NATION Y FAN MEETING             | 27 janvier 2018   | HATYAI HALL, CentralFestival Hatyai    |
| 2018  | GMMTV SERIES X                           | 1er février 2018  | GMM Live House, CentralWorld           |
| 2018  | SOTUS THE MEMORIES LIVE ON STAGE         | 5 mai 2018        | Thunder Dome, Muang Thong Thani        |
| 2019  | Y I Love U Fan Party 2019                | 26 janvier 2019   | Thunder Dome, Muang Thong Thani        |

### International
Évènements à l'étranger non directement organisés par GMMTV mais en coopération avec des compagnies et organisateurs étrangers, exclusivement des conventions de fans.
| Année | Titre                                                           | Date(s)            | Lieu                                           |
| ----- | --------------------------------------------------------------- | ------------------ | ---------------------------------------------- |
| 2017  | Krist - Singto Fan Meeting in China 2017                        | 18 février 2017    | Hangzhou Magic Theatre                         |
| 2017  | 2017 AT FIRST SIGHT with ROOKIE BOYS in Guangzhou               | 24 mars 2017       | Guangdong Performing Arts Center Theater       |
| 2017  | Krist - Singto Fan Meeting in Suzhou & Nanjing                  | 22 avril 2017      | Suzhou Culture and Arts Centre                 |
| 2017  | Krist - Singto Fan Meeting in Suzhou & Nanjing                  | 23 avril 2017      | Nanjing Culture and Art Center                 |
| 2017  | OFF x GUN Korea First Fan Meeting                               | 20 mai 2017        | Anyang Arts Center                             |
| 2017  | Krist & Singto Fan Meeting in Shenzhen                          | 16 juin 2017       | Shenzhen Poly Theater                          |
| 2017  | Krist & Singto Fan Meeting in Hangzhou                          | 17 juin 2017       | Hangzhou Grand Theater                         |
| 2017  | New & Earth Fan Meeting in Guangzhou China                      | 18 juin 2017       | Poly World Trade Center Expo                   |
| 2017  | Krist, Singto, Off, New Fan Meeting in Chengdu                  | 22 juillet 2017    | Jincheng Art Palace                            |
| 2017  | Gun & Off 1st Fan Meeting in Taipei                             | 12 août 2017       | Liberty Square International Auditorium        |
| 2018  | Sotus S Hazing in Manila 2018                                   | 20 janvier 2018    | Pasig City Hall Complex                        |
| 2018  | OffGun LIVE in Manila                                           | 10 février 2018    | Teatrino Promenade, Greenhills Shopping Center |
| 2018  | Sotus S Fan Meeting in Chengdu                                  | 17 mars 2018       | Zhenghuo Art Center                            |
| 2018  | Sotus S Fan Meeting in Taipei                                   | 25 mars 2018       | ATT SHOW BOX, ATT 4 FUN                        |
| 2018  | Sotus S Fan Meeting in Tianjin                                  | 31 mars 2018       | Tianjin Wuqing Theater                         |
| 2018  | First Date with Push in Vietnam                                 | 19 mai 2018        | 272 Conference Center                          |
| 2018  | New & Earth 1st Fan Meeting in Taipei                           | 23 juin 2018       | Clapper Studio, Syntrend Creative Park         |
| 2018  | Krist & Singto 1st Fan Meeting in Singapore                     | 1 juillet 2018     | Kallang Theatre                                |
| 2018  | Krist & Singto 1st Fan Meeting in Korea                         | 7 juillet 2018     | Woonjung Green Campus                          |
| 2018  | Sotus S Fan Meeting in Wuhan                                    | 14 juillet 2018    | Wuhan Cultural Museum Center                   |
| 2018  | Krist & Singto 1st Fan Meeting in Hong Kong                     | 21–22 juillet 2018 | Music Zone, KITEC                              |
| 2018  | Sotus S Fan Meeting in Wuxi                                     | 25 août 2018       | HUALUXE Wuxi Taihu                             |
| 2018  | Offgun Fun Night Live in Malaysia                               | 1 septembre 2018   | PJ Live Arts Centre                            |
| 2018  | SOTUS ENCORE Fan Meeting in Taipei                              | 22 septembre 2018  | Taipei International Convention Center         |
| 2018  | Krist & Singto Fan Meeting in Shenzhen                          | 10 novembre 2018   | China Asia ETC International Conference Hall   |
| 2018  | Krist & Singto 1st Fan Meeting in Jakarta                       | 17 novembre 2018   | Upperroom Jakarta                              |
| 2018  | Krist & Singto 1st Fan Meeting in Japan                         | 15 décembre 2018   | EBiS 303 Event Hall                            |
| 2018  | New & Tay 1st Fan Meeting in Malaysia With Special Guest, Earth | 15 décembre 2018   | PJ Live Arts Centre                            |